# Sphaerulina albispiculata
Sphaerulina albispiculata är en lavart som beskrevs av Tubaki 1967. Sphaerulina albispiculata ingår i släktet Sphaerulina och familjen Mycosphaerellaceae.   Inga underarter finns listade i Catalogue of Life.